# Spas-Demensk
Spas-Démensk (en ruso: Спас-Де́менск) es una ciudad rusa, capital del raión homónimo en la óblast de Kaluga.
En 2021, la ciudad tenía una población de 4569 habitantes. En su territorio no hay pedanías.
Se ubica sobre el río Demena, un afluente del río Ugrá, a 197 km al oeste de Kaluga.

## Historia
Se conoce la existencia de la localidad en documentos desde 1446. Adoptó el estatus de ciudad en 1917.